# Josep Prades i Gallent
Josep Pradas i Gallén (Vilafermosa, Alt Millars, 21 d'agost de 1689 - 11 d'agost de 1757) fou un compositor valencià.

## Vida
El 1700 es troba a València fent d'infant del cor de la catedral, on és possible que rebés formació de part de Joan Baptista Cabanilles. El 1712 va guanyar la plaça d'organista i mestre de capella de la parròquia d'Algemesí i el 1717 va guanyar la mateixa plaça per a l'església de Santa Maria de Castelló de la Plana. Finalment, el 1728, va arribar a ser nomenat mestre de capella de la catedral de València, on va potenciar la capella de música contractant nous músics i donant més pes a les parts instrumentals. Als vint-i-nou anys de professió va sol·licitar la jubilació al·legant problemes de salut, retirant-se al seu poble natal i instal·lant-se a l'ermita de Sant Bertomeu. Va morir poc després, probablement d'un atac d'apoplexia.

## Obres

### Música vocal religiosa en llatí
- 11 Misses
- 24 Motets
- 56 Salms
- 1 Lamentació
- 9 Càntics
- 4 Antífones
- 2 Versos
- 3 Passions

### Música vocal religiosa en castellà
- 95 "villancicos" o villancets de Nadal[1]
- 95 "villancicos" al Corpus o al Santíssim
- 82 "villancicos" a la Mare de Déu
- 22 "villancicos" als Sants
- 5 "villancicos" a les monges
- 4 cantates
- Altres obres menors

### Música teatral
- 1 òpera, 4 "Cuatros" i altres obres menors

### Música instrumental
- Tocata a duo per a orgue

## Media
- Hic est fratrum amator. Motet a Sant Vicent Ferrer per a la festa del 1740. Registre audiovisual d'accés lliure de la Seu Valentina.[2]
- Criaturas de Dios. Espais de Llum Musical, 1 CD. (2008).
- El Gran Padre de Familias. Espais de Llum Musical, 1 CD. (2008).
- Galán Embozado. Espais de Llum Musical, 1 CD. (2008).